# 茨城県旗
茨城県旗（いばらきけんき）は、日本の都道府県の一つ、茨城県の旗。本項では、旗に図示されている茨城県章（いばらきけんしょう）についても併せて解説する。

## 概要

茨城県章

現在の県旗・県章は1991年（平成3年）の県政120周年を記念し、1966年（昭和41年）制定の旧県旗・県章に代えて制定された。デザインは永井一正。茨城県の花であるバラのつぼみを図案化し、渦巻きに「先進性」「創造性」「躍動」「発展」の意味を込めている。

### 旧県旗・県章

1966年制定の旧茨城県旗

旧県章は片仮名の「イハラキ」（旧仮名遣いのため「バ」の濁点は含まない）を円形に配置してバラの花を図案化したもので、1911年（明治44年）に県が実施した公募において水戸市の旧制中学在校生であった西村四郎のデザイン案を採用したものである。以後も長らく慣例的に用いられていたが、1966年に山崎猛のデザイン補正を経て同年の県告示第1232号で正式に県旗・県章とされ、1991年の現県旗・県章制定まで使用された。県旗の基調色を青とする点は現在の県旗と同じである。